# Поршнева, Наталья Михайловна
Наталья Михайловна Поршнева (1903, Рязань - 1984, Москва) — советская легкоатлетка, победитель и призер первенств СССР в толкании ядра и метании диска. 
Окончила Рязанскую классическую гимназию. После замужества уехала с супругом в Москву, работала на заводе Михельсона бухгалтером.

## Результаты на Чемпионатах СССР
| Год  | Соревнование                      | Город  | Место | Дисциплина    | Результат |
| ---- | --------------------------------- | ------ | ----- | ------------- | --------- |
| 1936 | Чемпионат СССР по лёгкой атлетике | Москва | 3     | Толкание ядра | 11,13 м   |
| 1937 | Чемпионат СССР по лёгкой атлетике | Москва | 3     | Метание диска | 37,07 м   |
| 1937 | Чемпионат СССР по лёгкой атлетике | Москва | 1     | Толкание ядра | 12,25 м   |

## После завершения спортивной карьеры
Перед войной окончила Государственный центральный ордена Ленина институт физической культуры имени И. В. Сталина (ГЦОЛИФК им. И. В. Сталина), получила звание спортивного судьи, работала тренером, старшим тренером в детской спортивной школе. О ней рассказывалось в журнале «Огонёк», имя указано как «Наталия».

## Семья
- муж - Семён Михайлович Анисин (1902—1966)
- дочь Лариса Семёновна (1929-2011) стала физиком.